# Henry Horatio Dixon
Henry Horatio Dixon (* 19. Mai 1869 in Dublin; † 20. Dezember 1953  ebenda) war ein irischer Botaniker (Pflanzenphysiologie und -anatomie).
Dixon, Sohn eines Seifenfabrikanten, studierte am Trinity College Dublin und in Bonn und wurde 1894 Assistant am Lehrstuhl für Botanik und 1904 bis 1949 Professor für Botanik am Trinity College Dublin. 1906 wurde er Direktor des Botanischen Gartens in Dublin und 1910 des Herbariums.
Dixon befasste sich vor allem mit Pflanzenanatomie (unter anderem von Orchideen) und Zytologie (frühe Studien zum Zellkern, zu Meiose und Mitose). 1894 entwickelte er mit dem Physiker John Joly eine Kohäsionstheorie des Wasser- und Mineralientransports im Xylem von Pflanzen. Er entwickelte auch Messverfahren für den osmotischen Druck in Pflanzen.
Er war Fellow der Royal Society (1908). 1944 bis 1947 war er Präsident der Royal Dublin Society. 1947 wurde er Mitglied der Royal Irish Academy. 1950 war er Ehrenpräsident des International Botanical Congress in Stockholm 1950.
Er ist der Vater des Biochemikers Hal Dixon (1928–2008).

## Schriften
- Observations on the temperature of the subterranean organs of plants. In: The transactions of the Royal Irish Academy.  Dublin; Academy House; 1903; S. 145–170
- Note on the supply of water to leaves on a dead branch. In: The scientific proceedings of the Royal Dublin Society. Dublin; Royal Dublin Soc.; 1905; S. 7–12